# Liriomyza pictella
Liriomyza pictella är en tvåvingeart som först beskrevs av Thomson 1869.  Liriomyza pictella ingår i släktet Liriomyza och familjen minerarflugor.
Artens utbredningsområde är Kalifornien. Inga underarter finns listade i Catalogue of Life.